# Laura Chinchilla
Laura Chinchilla Miranda (San José, 28 de março de 1959) é uma cientista política e política da Costa Rica. Ela foi a 46.ª presidente da República da Costa Rica entre 8 de maio de 2010 e 8 de maio de 2014, tornando-se a primeira mulher costarriquenha eleita para esse cargo desde que o voto feminino foi permitido em 1949, a terceira da América Central e a nona das Américas.
Atualmente, ela é a titular da Cátedra José Bonifácio, na Universidade de São Paulo, desde abril de 2018.

## Biografia
Laura Chinchilla nasceu no Distrito de Carmen, São José em 1959. Seu pai foi Rafael Ángel Chinchilla Fallas (a ex-controlador da Costa Rica) e sua mãe era Emilce Miranda Castillo. Ela se casou com Mario Alberto Madrigal Díaz em 23 de Janeiro de 1982 e se divorciaram em 22 de Maio de 1985. Ela teve um filho em 1996, com José María Rico Cueto, um advogado espanhol que também possui cidadania canadense; Chinchilla se casou com ele em 26

## Carreira política
Antes de entrar na política, Chinchilla trabalhou como consultora de uma Organização Não Governamental na América Latina e em África, especializada em reforma do sistema judicial e as questões de segurança pública. Ela passou a servir na administração de José María Figueres Olsen, como a nova vice-ministra de Segurança Pública (1994-1996) e ministra da segurança pública (1996-1998). De 2002 a 2006, atuou na Assembleia Nacional como deputada da província de San José.
Chinchilla foi uma dos dois vice-presidentes eleitos sob a administração segundo Arias (2006-2010). Ela renunciou à vice-presidência em 2008, a fim de preparar para concorrer à Presidência em 2010. Em 7 de junho de 2009, ela ganhou as prévias do Partido de Libertação Nacional (PLN), nas eleições preliminares, com uma margem de 15% de votos sobre seu rival mais próximo, e assim foi aprovado como candidata presidencial do partido.

## Posições políticas
O partido de Chinchilla é membro da Internacional Socialista, cujo lema é a promoção da "política progressista para um mundo melhor". Em 28 de novembro de 2009, Chinchilla tornou-se num dos candidatos da Costa Rica, único partido a integrar, participar e apoiar a voz para uma marcha polêmica, chamado "Marcha pela Vida e Família". Organizado por uma coalizão de líderes de igreja, sua missão, consiste contra a legalização do aborto e do reconhecimento de uniões civis para casais do mesmo sexo. A participação de Laura Chinchilla Miranda, levantou preocupações entre os vários líderes de direitos humanos e civis da Costa Rica, que considerou o evento como favorecer o fundamentalismo e a homofobia. Chinchilla afirmou que a marcha não era "contra qualquer grupo". Ela também se opõs arduamente, a qualquer alteração da Constituição que visam a separação Igreja-Estado na Costa Rica. A Constituição que define atualmente a República da Costa Rica, como um país Católico Romano. Óscar Arias, como presidente, manifestou apoio à aprovação de legislação a separação igreja-estado. Chinchilla manifestou a sua preocupação sobre a possibilidade de que as mulheres da Costa Rica, poderiam comprar legalmente os chamados "contracepção de emergência", alegando que, este tipo de contraceptivo, seria na verdade um "abortivo". A Organização Mundial da Saúde (OMS) afirma que, essa contracepção de emergência não pode ser um abortivo, pois não irá ter efeito se a mulher estiver grávida.
Os esforços de Laura Chinchilla na defesa dos direitos das mulheres, proteção das crianças e na sustentabilidade ambiental, em especial na proteção aos mares, resultaram em reconhecimento internacional, recebendo prêmios como o “Excelência na Gestão Nacional do Oceano” Peter Benchley de 2011 , e o “Prêmio Tubarão Guardião do ano” em 2013.